# Alaska Airlines

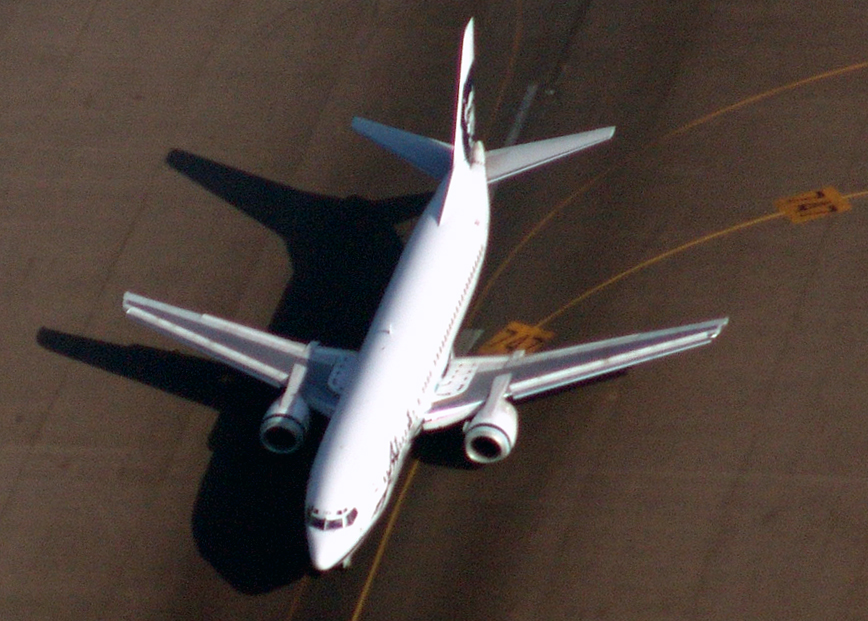
Un Boeing 737 Alaska Airlines

Alaska Airlines és una de les grans companyies aèries dels Estats Units d'Amèrica. Des d'una petita aerolínia regional a fundat el 1932 Alaska coma McGee Airways. Després d'unes fusions i adquisicions el 1944 va prendre el nom actual. Amb els anys es va desenvolupar fins a transportar, el 2018 era la sisena companyia dels Estats Units que va transportar 26,2 milions de passatgers. El 2022 tenia gairebé 23.000 treballadors. El gener de 2024, la flota constava de 315 avions amb una edat mitjana de 8,7 anys.
La seu es troba a Seattle a l'Estat de Washington a l'Aeroport Internacional de Seattle-Tacoma. Altres grossos centres d'operacions són a l'Aeroport Internacional Ted Stevens d'Anchorage a l'estat d'Alaska, també té mantes operacions a l'Aeroport Internacional de Los Angeles i a l'Aeroport Internacional de Portland. Té dues unitats de negoci: Horizon Airlines i la mateixa Alaska Airlines.